# ペドロ・インファンテ・ジュニア
ペドロ・インファンテ・トレンテラ（Pedro Infante Torrentera, 1950年3月31日 - 2009年4月1日）は、メキシコのメキシコシティ出身の歌手、俳優。メキシコの有名な俳優であり歌手でもあるペドロ・インファンテとダンサーのルピタ・トレンテラの間の息子であり、兄弟に俳優のクルス・インファンテと女優のルピタ・インファンテがいる。
建築をラ・サール大学 (Universidad La Salle) で学び、卒業したのち、一時期は建築士として働いていたものの、すぐにカントリーミュージシャンとして活動することになる。59歳の誕生日を迎えた翌日の2009年4月1日、アメリカ合衆国のカリフォルニア州ロサンゼルスにて肺炎により死去した。